# Veliki Brijun
Veliki Brijun (en italien : Brioni Grande) est une île inhabitée de Croatie.
Elle est située au large de la côte ouest de l'Istrie dans le nord de la mer Adriatique et est la plus grande île de l'archipel de Brioni.
Comme la majeure partie de l'archipel, Veliki Brijun fait partie du parc national de Brioni.
Le phare du cap Peneda est située à son extrémité sud.

Veliki Brijun.